# Prime Yalta Rally 2011
Die Prime Yalta Rally 2011 war der vierte Lauf der Intercontinental Rally Challenge 2011. Die Rallye fand vom 2. bis 4. Juni 2011 statt.

## Hintergrund
Die Prime Yalta Rally gehörte 2011 erstmals zum Kalender der IRC. Das Fahrerlager befand sich in Jalta auf der ukrainischen Halbinsel Krim. Auf dem Programm standen 14 Wertungsprüfungen, davon zwei am ersten Tag und jeweils sechs an den folgenden beiden Tagen. Insgesamt führte die Rallye über 459,74 Kilometer, von denen 261,87 gewertet wurden. Gefahren wurde auf asphaltierten Straßen. Zur Rallye traten 43 Starter an, darunter 15 mit Super-2000-Fahrzeugen. 24 Teams erreichten das Ziel.

## Verlauf
Am ersten Tag setzte sich Thierry Neuville im Peugeot an die Spitze. Škoda-Pilot Juho Hänninen kassierte eine 10-Sekunden-Zeitstrafe wegen eines Frühstarts und fiel dadurch leicht zurück.
Neuville baute seine Führung zu Beginn des zweiten Tages weiter aus. Auf WP4 wurden Andreas Mikkelsen, Per-Gunnar Andersson und Guy Wilks von Reifenschäden und Karl Kruuda von nachlassenden Bremsen zurückgeworfen. In der anschließenden Prüfung verlor der bisherige Spitzenreiter Neuville nach einem Dreher über zwei Minuten. Daraufhin entstand ein Zweikampf zwischen Hänninen und Bryan Bouffier, der zunächst die Führung übernahm, sie wenig später aber wieder an Hänninen abgeben musste. Die nächsten Verfolger hatten am Tagesende bereits einen Rückstand von über einer Minute.
Am dritten Tag wurde der Zweikampf zwischen Hänninen und Bouffier um den Sieg fortgeführt. Während Bouffier am Vormittag noch bis auf wenige Sekunden an Hänninen herankam, setzte dieser sich am Nachmittag wieder leicht ab. Am Ende hatte Hänninen 11,7 Sekunden Vorsprung auf Bouffier und gewann die Rallye. Im Kampf um Platz drei setzte sich Jan Kopecký gegen Mikkelsen durch.
Mit seinem Sieg übernahm Hänninen die Führung in der Meisterschaft.

## Ergebnisse

### Gesamtwertung
| Pos. | Fahrer            | Beifahrer         | Fahrzeug              | Gesamtzeit | Rückstand | Punkte |
| ---- | ----------------- | ----------------- | --------------------- | ---------- | --------- | ------ |
| 1    | Juho Hänninen     | Mikko Markkula    | Škoda Fabia S2000     | 2:54:14,0  |           | 25     |
| 2    | Bryan Bouffier    | Xavier Panseri    | Peugeot 207 S2000     | 2:54:25,7  | 11,7      | 18     |
| 3    | Jan Kopecký       | Petr Starý        | Škoda Fabia S2000     | 2:54:52,7  | 38,7      | 15     |
| 4    | Andreas Mikkelsen | Ola Fløene        | Škoda Fabia S2000     | 2:55:11,3  | 57,3      | 12     |
| 5    | Guy Wilks         | Phil Pugh         | Peugeot 207 S2000     | 2:58:14,4  | 4:00,4    | 10     |
| 6    | Thierry Neuville  | Nicolas Gilsoul   | Peugeot 207 S2000     | 2:59:15,5  | 5:01,5    | 8      |
| 7    | Toni Gardemeister | Tapio Suominen    | Škoda Fabia S2000     | 3:02:13,3  | 7:59,3    | 6      |
| 8    | Karl Kruuda       | Martin Järveoja   | Škoda Fabia S2000     | 3:04:15,3  | 10:01,3   | 4      |
| 9    | Patrik Sandell    | Staffan Parmander | Škoda Fabia S2000     | 3:12:22,9  | 18:08,9   | 2      |
| 10   | Jean-Michel Raoux | Laurent Magat     | Renault Clio R3       | 3:16:06,9  | 21:52,9   |        |
| …    |                   |                   |                       |            |           |        |
| 12   | János Puskádi     | Barnabás Gódor    | Honda Civic Type R R3 | 3:24:12,0  | 29:58,0   | 1      |

1. ↑  Auf den Rängen 10 und 11 platzierten sich Fahrer mit Fahrzeugen, die nicht in die IRC eingeschrieben waren. János Puskádi rückte daher in der Punktevergabe auf und erhielt als 12. die Punktzahl für den 10. Platz.

### Wertungsprüfungen
| Tag             | WP   | Uhrzeit | Name          | Länge    | Sieger            | Zeit    | Ø-Tempo     | Gesamtführender  |
| --------------- | ---- | ------- | ------------- | -------- | ----------------- | ------- | ----------- | ---------------- |
| Tag 1 (2. Juni) | SS1  | 13:14   | Yalta         | 2,12 km  | Thierry Neuville  | 1:09,7  | 109,50 km/h | Thierry Neuville |
| Tag 1 (2. Juni) | SS2  | 13:47   | Livadija      | 5,49 km  | Guy Wilks         | 3:19,5  | 99,07 km/h  | Thierry Neuville |
| Tag 2 (3. Juni) | SS3  | 8:44    | Ai-Petri 1    | 17,26 km | Thierry Neuville  | 12:15,8 | 84,45 km/h  | Thierry Neuville |
| Tag 2 (3. Juni) | SS4  | 9:12    | Plato 1       | 22,55 km | Thierry Neuville  | 15:46,6 | 85,76 km/h  | Thierry Neuville |
| Tag 2 (3. Juni) | SS5  | 10:55   | Orlinoje 1    | 28,95 km | Andreas Mikkelsen | 18:23,2 | 94,47 km/h  | Bryan Bouffier   |
| Tag 2 (3. Juni) | SS6  | 13:03   | Ai-Petri 2    | 17,26 km | Thierry Neuville  | 12:06,5 | 85,53 km/h  | Bryan Bouffier   |
| Tag 2 (3. Juni) | SS7  | 13:31   | Plato 2       | 22,55 km | Juho Hänninen     | 15:21,0 | 88,14 km/h  | Juho Hänninen    |
| Tag 2 (3. Juni) | SS8  | 15:14   | Orlinoje 2    | 28,95 km | Juho Hänninen     | 17:59,2 | 96,57 km/h  | Juho Hänninen    |
| Tag 3 (4. Juni) | SS9  | 8:07    | Opolznevoje 1 | 18,95 km | Andreas Mikkelsen | 11:16,8 | 100,80 km/h | Juho Hänninen    |
| Tag 3 (4. Juni) | SS10 | 9:45    | Sokolinoje 1  | 22,35 km | Jan Kopecký       | 15:09,0 | 88,51 km/h  | Juho Hänninen    |
| Tag 3 (4. Juni) | SS11 | 10:13   | Uchan-Su 1    | 10,13 km | Andreas Mikkelsen | 11:53,1 | 86,18 km/h  | Juho Hänninen    |
| Tag 3 (4. Juni) | SS12 | 12:25   | Opolznevoje 2 | 18,95 km | Jan Kopecký       | 11:06,2 | 102,40 km/h | Juho Hänninen    |
| Tag 3 (4. Juni) | SS13 | 14:03   | Sokolinoje 2  | 22,35 km | Jan Kopecký       | 15:06,2 | 88,79 km/h  | Juho Hänninen    |
| Tag 3 (4. Juni) | SS14 | 14:31   | Uchan-Su 2    | 10,13 km | Bryan Bouffier    | 11:50,4 | 86,50 km/h  | Juho Hänninen    |